# Оразкелди
Оразкелди́ (каз. оразкелді) — казахский род, одно из подразделений племени конырат Среднего жуза. В основном проживают в южном Казахстане, в городах Жетысай, Мырзакент, Шардара, Асык-Ата, Атакент, село Шубарсу Ордабасинского района Туркестанской области. Многие сейчас проживают в Шымкенте, Астане и Алма-Ате, есть небольшая диаспора в Узбекистане.
Примерная численность — 100 000. Род также имеет такие подроды, как каржау, бәткей, курманалы, тиекты, бугышы, айгулы.